# Гајленкирхен
Гајленкирхен (њем. Geilenkirchen) град је у њемачкој савезној држави Северна Рајна-Вестфалија. Посједује регионалну шифру (AGS) 5370012, NUTS (DEA29) и LOCODE (DE GKI) код.

## Географски и демографски подаци
Град се налази на надморској висини од 95 метара. Површина општине износи 83,2 km². У самом граду је, према процјени из 2010. године, живјело 28.083 становника. Просјечна густина становништва износи 337 становника/km².

## Међународна сарадња
| Мјесто   | Држава    | Врста сарадње | Од    |
| -------- | --------- | ------------- | ----- |
| Табивере | Естонија  | партнерство   | 1997. |
| Ситард   | Холандија | пријатељство  | 1999. |
|          | Француска | партнерство   | 1966. |
| Извор    |           |               |       |